# Вестдейл (Техас)
Вестдейл (англ. Westdale) — переписна місцевість (CDP) в США, в окрузі Джим-Веллс штату Техас. Населення — 325 осіб (2020).

## Географія
Вестдейл розташований за координатами 27°57′57″ пн. ш. 97°59′37″ зх. д. / 27.96583° пн. ш. 97.99361° зх. д. (27.965726, -97.993728).  За даними Бюро перепису населення США в 2010 році переписна місцевість мала площу 10,43 км², уся площа — суходіл.

## Демографія
Згідно з переписом 2010 року, у переписній місцевості мешкали 372 особи в 122 домогосподарствах у складі 93 родин. Густота населення становила 36 осіб/км².  Було 137 помешкань (13/км²).
Расовий склад населення:
| - 91,1 % — білих - 1,3 % — корінних американців - 1,1 % — азіатів - 0,5 % — чорних або афроамериканців - 4,6 % — осіб інших рас |

До двох чи більше рас належало 1,3 %. Частка іспаномовних становила 52,7 % від усіх жителів.
За віковим діапазоном населення розподілялося таким чином: 27,7 % — особи молодші 18 років, 61,3 % — особи у віці 18—64 років, 11,0 % — особи у віці 65 років та старші. Медіана віку мешканця становила 36,8 року. На 100 осіб жіночої статі у переписній місцевості припадало 102,2 чоловіків;  на 100 жінок у віці від 18 років та старших — 103,8 чоловіків також старших 18 років.
Середній дохід на одне домашнє господарство  становив 57 947 доларів США (медіана — 59 205), а середній дохід на одну сім'ю — 67 025 доларів (медіана — 70 278). 
Цивільне працевлаштоване населення становило 167 осіб. Основні галузі зайнятості: науковці, спеціалісти, менеджери — 26,3 %, освіта, охорона здоров'я та соціальна допомога — 22,8 %, сільське господарство, лісництво, риболовля — 18,0 %, роздрібна торгівля — 16,2 %.